# ایغرم ن اوکدال
ایغرم ن اوکدال (به فرانسوی: Ighrem N'Ougdal) یک کومون در مراکش است که در استان ورززات واقع شده‌است. ایغرم ن اوکدال ۱۴٬۰۱۴ نفر جمعیت دارد.